# Michael Stone (Eishockeyspieler)
Michael Robert Stone (* 7. Juni 1990 in Winnipeg, Manitoba) ist ein ehemaliger kanadischer Eishockeyspieler, der im Verlauf seiner aktiven Karriere zwischen 2006 und 2023 unter anderem 567 Spiele für die Phoenix bzw. Arizona Coyotes und Calgary Flames in der National Hockey League (NHL) auf der Position des Verteidigers bestritten hat. Sein jüngerer Bruder Mark Stone ist ebenfalls professioneller Eishockeyspieler.

## Karriere

### Jugend
Michael Stone wurde, wie auch sein knapp zwei Jahre jüngerer Bruder Mark, bereits im Kindesalter von seinem Vater für Eishockey begeistert – dieser arbeitete als Sportreporter bei einer Lokalzeitung. Im Juniorenbereich spielte er für die Winnipeg Hawks sowie für die Winnipeg Thrashers, ehe im Bantam Draft der Western Hockey League (WHL) an 73. Position von den Calgary Hitmen ausgewählt wurde. Somit spielte Stone ab der Saison 2006/07 mit den Hitmen in einer der drei wichtigsten Juniorenligen Kanadas.
Nach zwei durchschnittlichen Spielzeiten (mit 20 und 35 Scorerpunkten) gelang es dem Verteidiger, seine Bilanz auf 61 Punkte in 69 Spielen der Saison WHL 2008/09 zu erhöhen; zudem wählte man ihn ins East Second All-Star Team der WHL. Mit diesen Leistungen machte Stone auch für den anschließenden NHL Entry Draft 2008 auf sich aufmerksam, bei dem ihn dann die Phoenix Coyotes an 69. Position auswählten. Die Folgesaison gestaltete sich mit den Hitmen noch weit erfolgreicher, als Stone mit der Mannschaft sowohl die Scotty Munro Memorial Trophy als Meister der regulären Saison als auch den Ed Chynoweth Cup für den Sieg in den anschließenden Play-offs gewann. Aufgrund seiner Leistungen wählte man ihn nach seiner letzten WHL-Saison ins East First All-Star-Team. Interessanterweise traf er mit den Hitmen sowohl 2009 als auch 2010 im Conference-Finale auf die Brandon Wheat Kings und spielte damit direkt gegen seinen Bruder Mark. Die Hitmen gewannen beide Serien (4:0 und 4:1).

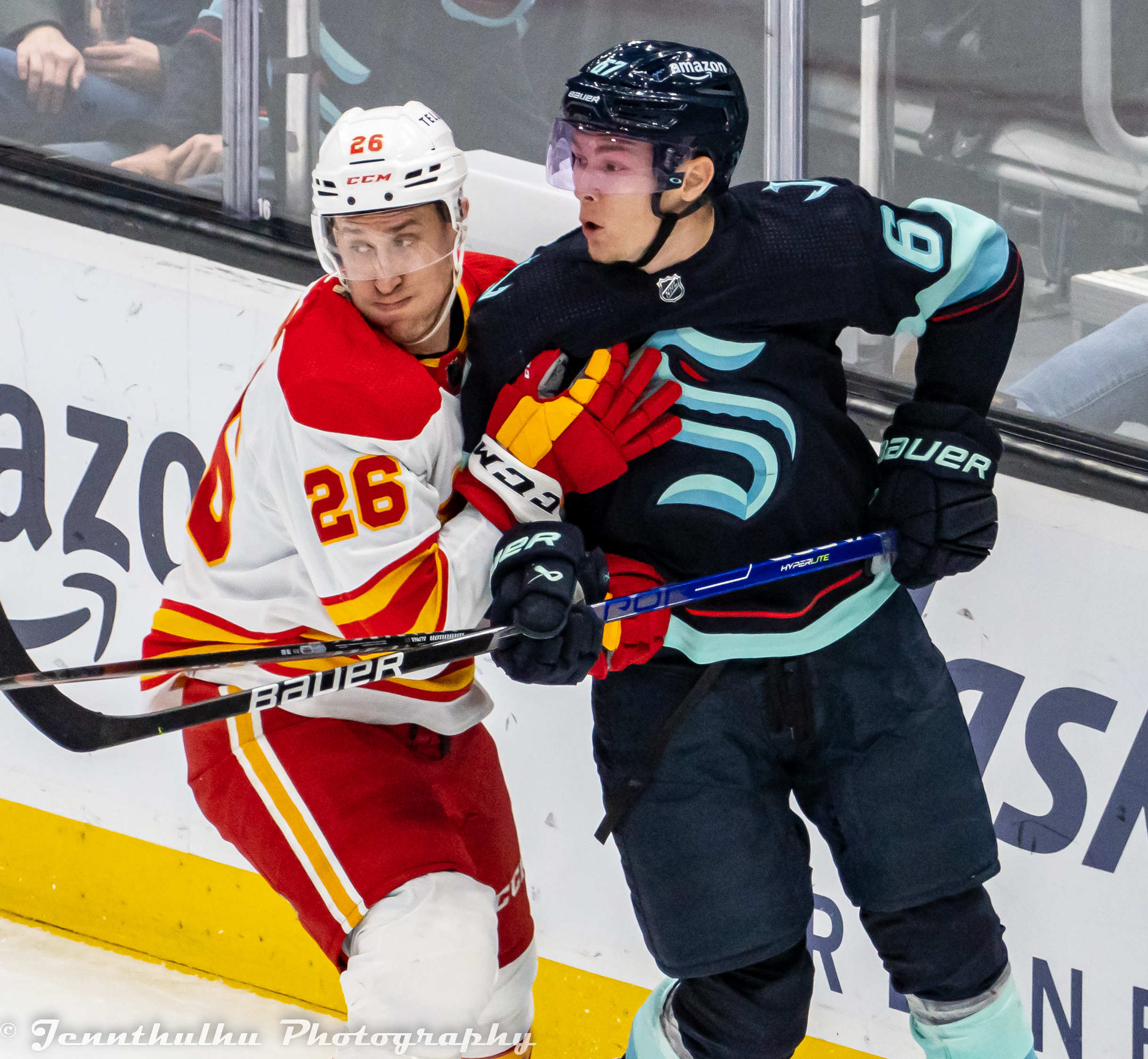
Stone (links) im Trikot der Calgary Flames (2023)

### Phoenix/Arizona Coyotes
Bereits im Dezember 2009 hatte Stone einen Entry Level Contract bei den Phoenix Coyotes unterschrieben und wechselte nach der Saison 2009/10 in deren Organisation. Vorerst gaben ihn die Coyotes an ihr Farmteam in der American Hockey League (AHL), die San Antonio Rampage, ab. Nach 70 AHL-Spielen in San Antonio wechselten die Coyotes ihren Kooperationspartner, sodass Stone von nun an für die Portland Pirates auf dem Eis stand. In dieser Saison 2011/12 kam er zudem im Februar 2012 zu seinem Debüt in der NHL; am Ende absolvierte er 13 Spiele in der höchsten nordamerikanischen Eishockeyliga und kam darüber hinaus noch in zwei Play-off-Spielen gegen die Los Angeles Kings zum Einsatz.
In der Spielzeit 2012/13 kam Stone ungefähr gleichmäßig in NHL und AHL zum Einsatz und erarbeitete sich dabei zusehends einen Stammplatz bei den Coyotes. Nachdem sein Vertrag im Sommer 2013 ausgelaufen war, unterzeichnete er einen neuen Dreijahresvertrag in Phoenix und stieg in der Folgesaison 2013/14 mit 70 Einsätzen endgültig zum Stammspieler auf. In den folgenden zweieinhalb Jahren war der Verteidiger uneingeschränkte Stammkraft des inzwischen in Arizona Coyotes umbenannten Franchises. Im Sommer 2016 wurde Stones Vertrag um ein Jahr verlängert.

### Calgary Flames
Nach mehr als sechs Jahren im Franchise aus dem Bundesstaat Arizona wurde Stone Mitte Februar 2017 im Tausch für ein Drittrunden-Wahlrecht im NHL Entry Draft 2017 zu den Calgary Flames transferiert. Ferner sollen die Coyotes ein weiteres Fünftrunden-Wahlrecht für den NHL Entry Draft 2018 erhalten, sofern Stone seinen Vertrag in Calgary nach Saisonende verlängert. Für die Restlaufzeit des Vertrages übernahm sein Ex-Arbeitgeber zudem 50 Prozent von Stones Jahresgehalt. Anschließend unterzeichnete Stone im Juni 2017 einen neuen Dreijahresvertrag bei den Flames, der ihm ein durchschnittliches Jahresgehalt von 3,5 Millionen US-Dollar einbringen soll, und erfüllte somit die Bedingung des Transfergeschäfts.
Die Erwartungen in Calgary konnte Stone jedoch nicht erfüllen, so verbrachte er Teile der Saison 2018/19 bei den Stockton Heat in der AHL, bevor ihm sein verbleibendes Vertragsjahr im August 2019 ausbezahlt wurde (buy-out). Etwa einen Monat später einigte er sich mit den Flames jedoch auf einen neuen Vertrag und gehörte dem Team bis zum Frühjahr 2023 an. Im Juli desselben Jahres gab der 33-Jährige das Ende seiner aktiven Karriere bekannt und wurde in den erweiterten Trainerstab der Flames integriert.

## Erfolge und Auszeichnungen
- 2009 WHL East Second All-Star-Team
- 2010 Ed-Chynoweth-Cup-Gewinn mit den Calgary Hitmen
- 2010 Scotty Munro Memorial Trophy
- 2010 WHL East First All-Star-Team

## Karrierestatistik
(Legende zur Spielerstatistik: Sp oder GP = absolvierte Spiele; T oder G = erzielte Tore; V oder A = erzielte Assists; Pkt oder Pts = erzielte Scorerpunkte; SM oder PIM = erhaltene Strafminuten; +/− = Plus/Minus-Bilanz; PP = erzielte Überzahltore; SH = erzielte Unterzahltore; GW = erzielte Siegtore; 1 Play-downs/Relegation; Kursiv: Statistik nicht vollständig)